# Santa Apolónia (metropolitana di Lisbona)
Santa Apolónia è una stazione della linea Blu della metropolitana di Lisbona. 

## Storia
La stazione è stata inaugurata il 19 dicembre 2007 insieme alla vicina Terreiro do Paço.
Prende il nome dalla vicina stazione ferroviaria di Santa Apolónia, sotto cui essa è ubicata, da dove vengono offerti collegamenti nazionali e internazionali.
La stazione della metropolitana è collegata alla ferroviaria con diversi ascensori e scale mobili.

## Galleria d'immagini

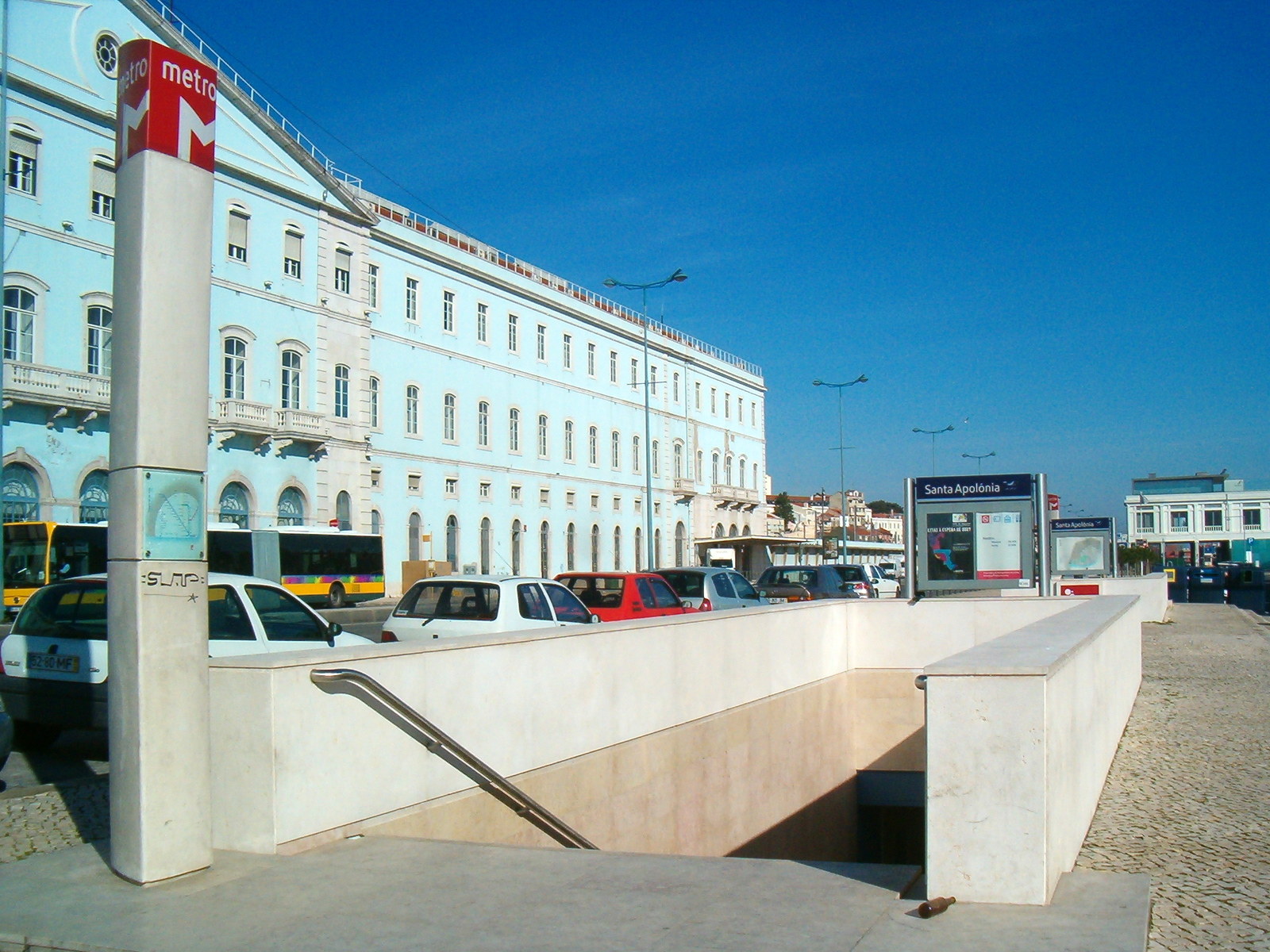
L'ingresso della stazione
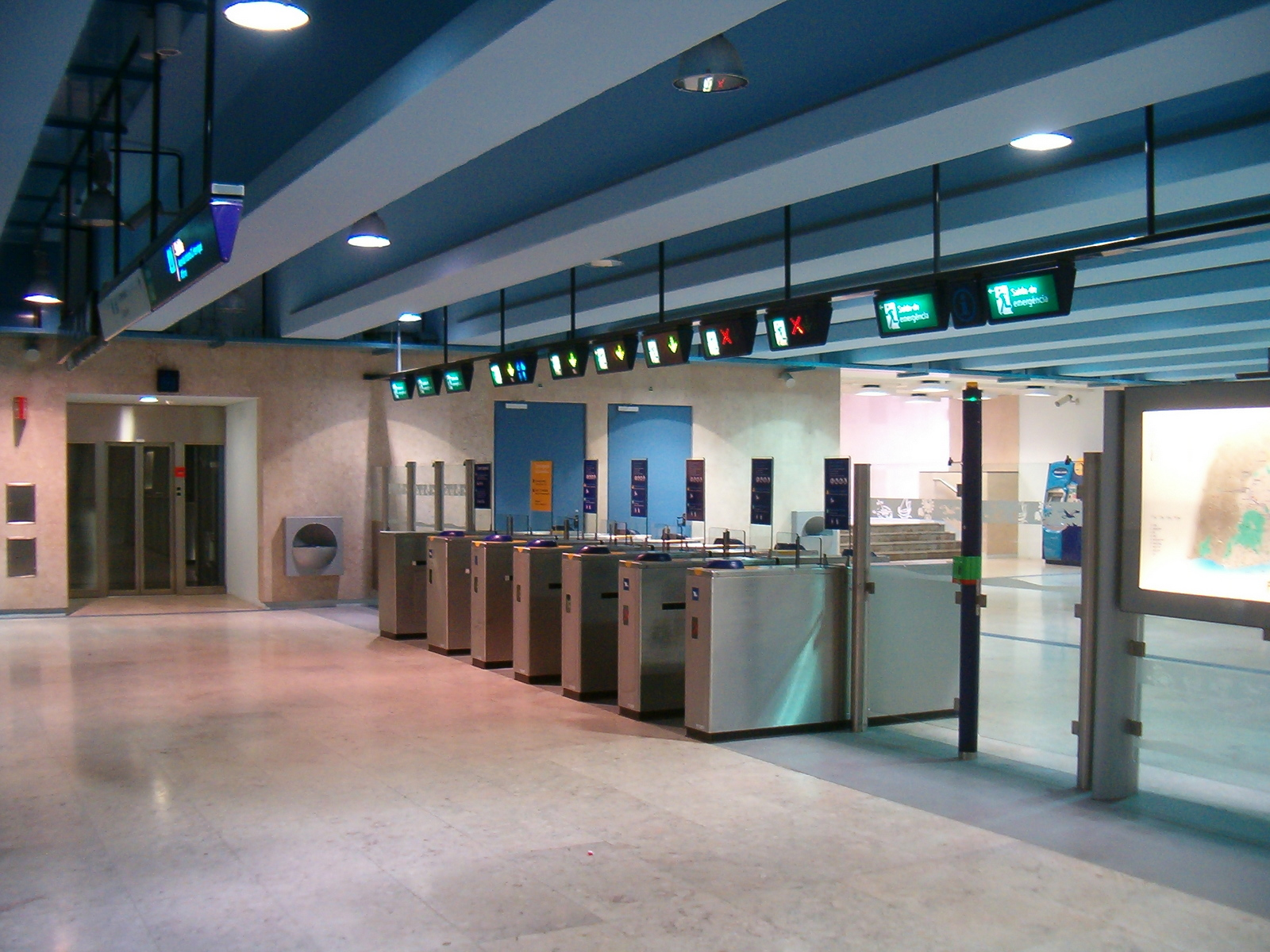
I tornelli della stazione
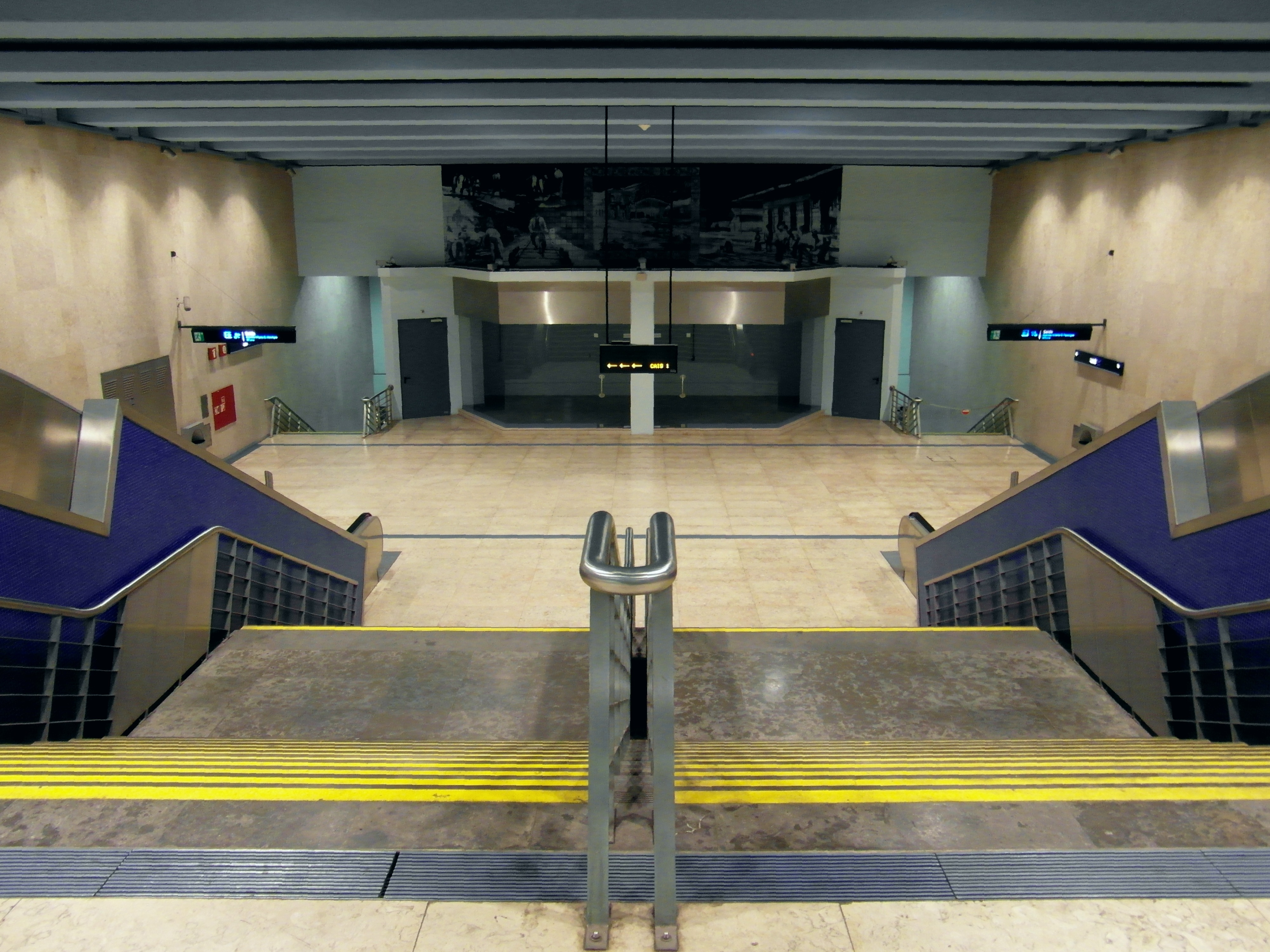
La scalinata per accedere ai binari